# Бени Картър
Бенет Лестър Картър (на английски: Bennett Lester Carter) е американски джаз музикант – саксофонист, тромпетист, кларнетист, композитор, аранжор и ръководител на група.
Роден е на 8 август 1907 година в Ню Йорк. От ранна възраст започва да свири професионално на саксофон, първите му записи са от 1927 година, а малко по-късно вече ръководи своя група. През следващите години се налага като успешен аранжор за различни групи и оказва силно влияние върху възникването на суинга. Необичайно продължителната му кариера продължава до 90-те години.
Бени Картър умира от бронхит на 12 юли 2003 година в Лос Анджелис.